# Quốc Tuấn (diễn viên)
Nguyễn Quốc Tuấn (sinh ngày 12 tháng 6 năm 1961) là một diễn viên, đạo diễn truyền hình nổi tiếng Việt Nam thập niên 1990 và đầu thập niên 2000. Ông được biết đến với các phim truyền hình Những người sống bên tôi, 12A và 4H, Người thổi tù và hàng tổng.

## Tiểu sử
Quốc Tuấn sinh ngày 12 tháng 6 năm 1961 tại Hà Nội, khi còn học phổ thông tại trường Trần Phú, ông từng là học sinh giỏi toán cấp thành phố và có dự định thi vào trường Đại học Kiến trúc. Quốc Tuấn từng học nhạc lý và guitar từ nhạc sĩ Đoàn Chuẩn trong hai năm, ông cũng là thành viên của một nhóm nhạc trong trường phổ thông có tên gọi ACE – rút học từ tên lớp của các thành viên: 10A, 10C và 10E. Cả nhóm sau này rủ nhau thi vào trường Sân khấu - Điện ảnh, nhưng cuối cùng chỉ có mình ông đi thi.

## Sự nghiệp
Năm 1981, Quốc Tuấn thi vào khoa diễn viên thuộc hệ đại học đầu tiên của trường Đại học Sân khấu - Điện ảnh Hà Nội, lớp của ông do hai đạo diễn Trần Minh Ngọc và Xuân Huyền phụ trách. Là một học viên ngỗ nghịch nên ông thường không được giao các vai chính mà chỉ nhận được những vai diễn rất nhỏ. Năm 1990, Quốc Tuấn gia nhập Nhà hát Tuổi trẻ, một phần lý do vì không phải diễn do nhà hát đào tạo nên ông tiếp tục phải nhận những vai phụ, trong hai năm, ông làm thêm một số công việc như chơi nhạc ở vũ trường hay làm lễ tân khách sạn. Với sự cạnh tranh khắc nghiệt của lĩnh vực sân khấu, một diễn viên phụ khó có cơ hội vượt qua những diễn viên tên tuổi hơn, nên Quốc Tuấn quyết định đóng thêm phim truyền hình.
Năm 1994, Quốc Tuấn có được vai diễn phim truyền hình đầu tiên trong Cuốn sổ ghi đời của đạo diễn Tất Bình. Qua bộ phim điện ảnh truyền hình 12A và 4H của đạo diễn Bùi Thạc Chuyên, Quốc Tuấn bắt đầu nổi lên như một ngôi sao truyền hình. Thành công lớn nhất trong sự nghiệp của Quốc Tuấn phải kể đến phim truyền hình năm 1996, Những người sống bên tôi, trong phim ông vào vai Thi từ khi còn một thanh niên nhiệt tình, ham học trong giai đoạn chiến tranh đến một cựu chiến binh và cũng là một thầy giáo trong thời kì mở cửa. Qua bộ phim này, Quốc Tuấn được khán giả truyền hình bình chọn là Nam diễn viên xuất sắc 1995-1996.
Năm 2000, Quốc Tuấn học thêm khóa đạo diễn tại trường Đại học Sân khấu - Điện ảnh Hà Nội và làm phó đạo diễn bộ phim Vua bãi rác của đạo diễn Đỗ Minh Tuấn. Năm 2002, nhận thấy sân khấu đang mất dần sức hút nên Quốc Tuấn chuyển sang làm việc tại xưởng II - Hãng phim truyện Việt Nam. Lúc này Hãng phim cũng đang mất dần phong độ, phải hoạt động cầm chừng, theo Quốc Tuấn quyết định thay đổi công việc là lựa chọn sai lầm nhất trong cuộc đời ông. Ông tốt nghiệp thủ khoa năm 2004 với bộ phim ngắn Có một món quà quê. Sau khi tốt nghiệp, ông bắt đầu lên ý tưởng cho bộ phim đầu tay, năm 2007 kịch bản Vua cầu được viết. Năm 2009, kịch bản hoàn tất và được lên kế hoạch dựng thành phim truyền hình với tựa đề Trái tim kiêu hãng. Bộ phim được ông thực hiện các khâu chính, từ lên ý tưởng, viết kịch bản và đạo diễn. Năm 2010, bộ phim Trái tim kiêu hãng được khởi quay. Sau khi hoàn thành bộ phim này năm 2013, ông dự định viết kịch bản cho bộ phim tiếp theo với tựa đề Con cầu tự.
Sau bộ phim điện ảnh Luật đời, từ 2008, Quốc Tuấn tạm dừng việc đóng phim để tập trung chữa chạy cho con trai.
Trong 3 năm không có công việc tại Hãng phim và cũng không được nhận lương, tháng 10 năm 2021, Quốc Tuấn chính thức nghỉ hưu. Cũng trong năm 2021, Quốc Tuấn trở lại với khán giả truyền hình sau 14 năm vắng bóng, lần này ông tham gia đóng vở kịch truyền hình Cuộc chiến không cân sức do Kim Oanh đạo diễn.
Năm 2023, ông tham gia bộ phim điện ảnh Người vợ cuối cùng, đây là lần đầu ông trở lại đóng phim điện ảnh sau Đường thư năm 2005.

## Đời tư
Quốc Tuấn kết hôn năm 2000 và vợ chồng anh đón con chào đời năm 2002, lúc này Quốc Tuấn đã 41 tuổi. Cậu bé Nguyễn Anh Tuấn (Bôm) ra đời và được xác định mắc chứng bệnh xương cứng sớm cục bộ. Năm 3 tuổi rưỡi, xương sọ của cậu bắt đầu ngừng phát triển kích thước trong khi não vẫn phát triển bình thường. Bôm có năng khiếu trong piano và tốt nghiệp Học viện Âm nhạc Quốc gia.
Năm 2017, chương trình Điều ước thứ 7 số 167 của Đài Truyền hình Việt Nam kể về hành trình chữa bệnh của bố con Quốc Tuấn, trong thời gian ngắn đã lọt Top Thịnh hành của Youtube tại Việt Nam. Đây cũng là tập có lượt xem kỷ lục của chương trình vào thời điểm đó. Tập này cũng giành được một giải tại Ấn tượng VTV năm 2018 và một giải Vàng tại Liên hoan truyền hình toàn quốc 37.

## Sự nghiệp điện ảnh

### Phim truyền hình
| Năm  | Phim                                | Vai diễn                    | Hình thức            | Phát sóng | Chú thích       |
| ---- | ----------------------------------- | --------------------------- | -------------------- | --------- | --------------- |
| 1994 | Cuốn sổ ghi đời                     | Hiếu                        | Điện ảnh truyền hình |           |                 |
| 1994 | 12A và 4H                           | Thầy Minh                   | Ngắn tập             | VTV       |                 |
| 1995 | Những người sống bên tôi - Phần 1   | Thi                         | Ngắn tập             | VTV       |                 |
| 1995 | Cô bé bên hồ                        |                             | Điện ảnh truyền hình | VTV       |                 |
| 1995 | Sông Hồng reo                       | Kiên                        | Điện ảnh truyền hình | HN        |                 |
| 1996 | Chuyện tình người lính              |                             | Điện ảnh truyền hình | VTV       |                 |
| 1996 | Nguyễn Thị Minh Khai                | Thanh niên                  | Điện ảnh truyền hình | VTV       |                 |
| 1996 | Giữa anh là hai người đàn bà        |                             | Điện ảnh truyền hình | VTV       |                 |
| 1996 | Những người sống bên tôi - Phần 2   | Thi                         | Ngắn tập             | VTV       |                 |
| 1996 | Con sẽ là cô chủ                    |                             | Ngắn tập             | HN        |                 |
| 1996 | Sáng mãi tên anh                    | Đốc Học                     | Điện ảnh truyền hình | HN        |                 |
| 1997 | Một con đường hai người bạn         | Thung                       | Điện ảnh truyền hình | VTV       |                 |
| 1997 | Cơn bão đen                         | Nghĩa                       | Điện ảnh truyền hình | VTV       |                 |
| 1998 | Chuyện tình của tôi                 | Tôn                         | Điện ảnh truyền hình | VTV       |                 |
| 1998 | Chuyện nhà Mộc                      | Thành                       | Điện ảnh truyền hình | VTV       |                 |
| 1998 | Người cha nhu nhược                 |                             | Điện ảnh truyền hình | VTV       |                 |
| 1999 | Nơi gặp gỡ của hai con tàu          |                             | Điện ảnh truyền hình | VTV       |                 |
| 1999 | Người thổi tù và hàng tổng          | Lê Trung Kiên               | Điện ảnh truyền hình | VTV       |                 |
| 1999 | Ngày mai                            |                             | Điện ảnh truyền hình | VTV       |                 |
| 2000 | Cảnh sát hình sự (Từ đen đến trắng) |                             | Ngắn tập             | VTV       |                 |
| 2000 | Đồng quê xào xạc                    |                             | Ngắn tập             | VTV       |                 |
| 2001 | Bến nước ... Đời người              | Quế                         | Điện ảnh truyền hình | VTV       |                 |
| 2001 | Nguyên tắc là nguyên tắc            |                             | Điện ảnh truyền hình | VTV       |                 |
| 2001 | Chiều tàn thu muộn                  |                             | Ngắn tập             | VTV       |                 |
| 2001 | Hoa cỏ may                          | Bố Na                       | Ngắn tập             | VTV       |                 |
| 2001 | Con nhện xanh                       | Nguyễn Kỳ                   | Ngắn tập             | VTV       |                 |
| 2001 | Hồi ức tình yêu                     |                             | Ngắn tập             | HN        |                 |
| 2002 | Gái một con                         | Khả                         | Điện ảnh truyền hình | VTV       |                 |
| 2003 | Đất lành                            | Tú                          | Ngắn tập             | VTV       |                 |
| 2003 | Người thừa của dòng họ              |                             | Ngắn tập             | VTV       |                 |
| 2005 | Vượt qua thử thách                  |                             | Dài tập              | VTV       |                 |
| 2006 | Chuyện ở tỉnh lẻ                    |                             | Dài tập              | VTV       |                 |
| 2007 | Luật đời                            | Đại                         | Dài tập              | VTV       |                 |
| 2013 | Trái tim kiêu hãnh                  | (đạo diễn - đồng biên kịch) | Dài tập              | VTV       | tên cũ: Vua cầu |
| 2019 | Vương tơ                            |                             | Ngắn tập             | VTC       |                 |
| 2021 | Cuộc chiến không cân sức            | Việt                        | Kịch truyền hình     | VTV       |                 |

### Phim ngắn
- 2004 – Có một món quà quê (đạo diễn)
- 2021 – Để ngày mai luôn tới (diễn viên chính)[27]

### Phim điện ảnh
| Năm  | Tựa đề                       | Vai diễn        | Chú thích         |
| ---- | ---------------------------- | --------------- | ----------------- |
| 1994 | Nơi núi rừng yên ả           |                 |                   |
| 1997 | Hà Nội mùa đông năm 46       | Họa sĩ Hân      | [ 28 ]            |
| 1997 | Lời thì thầm của chiến tranh | Phi             |                   |
| 1997 | Vầng trăng lửa               |                 |                   |
| 2000 | Vào Nam ra Bắc               | Tiểu đội trưởng | kiêm phó đạo diễn |
| 2002 | Hà Nội 12 ngày đêm           | Thượng úy Nhân  |                   |
| 2004 | Cầu ông Tượng                |                 |                   |
| 2005 | Đường thư                    | Tân             |                   |
| 2010 | Vũ điệu đam mê               | Bác sĩ          |                   |
| 2023 | Người vợ cuối cùng           | Ông Thanh       |                   |
| 2024 | Cu li không bao giờ khóc     | Đồng nghiệp cũ  |                   |

### Kịch bản (chưa dựng thành phim)
- 2002 – Một chuyến tàu, một chuyến xe (phim ngắn)
- 2002 – Về cõi nhân gian – cùng Phi Tiến Sơn[29]
- 2013 – Con cầu tự

## Chương trình truyền hình
| Năm  | Chương trình - tập         | Vai trò   | Chú thích |
| ---- | -------------------------- | --------- | --------- |
| 2017 | Bước nhảy ngàn cân – tập 8 | Khách mời | [ 30 ]    |
| 2017 | Điều ước thứ 7 – tập 162   | Khách mời | [ 31 ]    |
| 2020 | 50 giờ đếm ngược           | Khách mời |           |
| 2024 | Lời tự sự                  | Khách mời | [ 5 ]     |
| 2024 | Have A Sip - 183           |           | [ 32 ]    |